# Lijst van deelgebieden van de wiskunde
Hieronder volgt een lijst met deelgebieden van de wiskunde
- Abstracte algebra
- Abstractie en Deductie
- Algebra
- Algoritmen
- Analyse: Geschiedenis van de analyse
- Asymptoten en Limieten
- Besliskunde
- Booleaanse logica
- Categorietheorie
- Chaostheorie
- Coderingstheorie
- Combinatoriek: Combinatie - Permutatie - Variatie - Magische vierkanten
- Complexe getallen en Complexe functies
- Cryptografie
- Differentiaalmeetkunde
- Differentiaaltopologie
- Differentiaalrekening - Differentiaalvergelijkingen
- Discrete wiskunde
- Elementaire rekenkundige bewerkingen: optellen, aftrekken, vermenigvuldigen, etc.
- Functies en Functieanalyse
- Speciale functies (bijvoorbeeld de Bètafunctie)
- Functionaalanalyse
- Galoistheorie
- Getaltheorie
- Goniometrie
- Grafentheorie
- Groepen en groepentheorie
- Integraalrekening - Lijnintegraal - Meervoudige integraal
- Speciale integralen: Sinusintegraal - Cosinusintegraal - Exponentiële integraal - Fresnelintegraal - Complexe integraal
- Kansrekening en Maattheorie
- Lineaire algebra
- Logaritmen en exponentiële functies
- Logica
- Meetkunde, Analytische meetkunde en Niet-euclidische meetkunde
- Numerieke wiskunde
- Ongelijkheden
- Polynomen: Chebyshev - Hermite - Laguerre - Lagrange - Legendre - Wilkinson
- Priemgetallen en Priemfactoren
- Reeksen: Binomiaalreeksen - Machtreeksen - Taylorreeksen - Maclaurinreeksen
- Ruimtemeetkunde
- Rijen
- Speltheorie
- Statistiek
- Talstelsels
- Topologie
- Transformaties: Fourieranalyse - Legendre-transformatie - Laplacetransformatie - Z-transformatie
- Vergelijkingen - Oplossen van vergelijkingen
- Verzamelingenleer